# Antje Wagner
Antje Wagner, Pseudonym Ella Blix und Laura Lay (* 3. Februar 1974 in Lutherstadt Wittenberg) ist eine deutsche Schriftstellerin.

## Leben
Antje Wagner ist in Wartenburg aufgewachsen und studierte deutsche und amerikanische Literatur- und Kulturwissenschaften in Potsdam und Manchester, später arbeitete sie als Kellnerin und Sprecherin. Sie schreibt Romane und Erzählungen für Erwachsene und Jugendliche und übersetzt aus dem Englischen. Für ihre Arbeiten erhielt sie zahlreiche Auszeichnungen. Die Frankfurter Allgemeine Sonntagszeitung nahm sie 2012 in den Kanon der besten 20 deutschsprachigen Schriftsteller unter 40 Jahre auf. Antje Wagner lebt in Hildesheim und in den Sommermonaten in Mecklenburg.
Seit 2018 schreibt Antje Wagner gemeinsam mit Tania Witte unter dem Pseudonym „Ella Blix“ phantastische Jugendromane. Seit 2019 veröffentlicht Wagner zudem unter dem Pseudonym „Laura Lay“. Sie schreibt für den Beltz Verlag.

## Kritik
Lüge mich (2001)

„So muss Werthers schreibende Weiblichkeit klingen – eine Verbeugung vor Antje Wagner.“

Mottenlicht (2003)

„[…] lakonische Protokolle verdrängter Schrecknisse, die unablässig an die Oberfläche kriechen wollen, sachliche Berichte von unkontrollierbaren Ängsten, die stets dort lauern, wo man sich eigentlich am sichersten glaubt: in den eigenen vier Wänden, in der Familie, im Bett oder im eigenen Kopf. In kurzatmigen, teils abgehackt wirkenden Sätzen führt sie uns aufs Glatteis, das zuerst rutschig ist, dann immer dünner wird und schließlich, häufig erst im allerletzten Satz, einbricht.“

Unland (2009)

“The book is dramaturgically refined and a truly gripping read. With its shadow-world theme, it also raises the question of real vs. unreal, and normal vs. abnormal, thus automatically touching upon issues of identity and personality.”

„Das Buch ist dramaturgisch raffiniert und eine wirklich fesselnde Lektüre. Mit seinem Schattenwelt-Thema stellt es auch die Frage nach wirklich vs. unwirklich und normal vs. abnormal, und es berührt auf diese Weise automatisch Themen der Identität und Personalität.“

Schattengesicht (2010/2012)

„Antje Wagner erzählt zurückhaltend, reduziert, bleibt durchwegs in der Perspektive ihrer Ich-Erzählerin ohne Schlenker in eine auktoriale Erzählhaltung. Denn sie will nichts kommentieren, dramatisieren, bewerten, nicht die beiden Morde, mit denen ihre Hauptfigur Menschen bestraft, die Unrecht tun, und erst recht nicht die Existenz Pollys. Die ist einfach da, weil sie gebraucht wird. Bis zum Schluss, selbst im Gefängnis, wenn sie kommt, sobald die Stahltür sich schließt. ‚Denn sie kennen dich nicht, Polly. Sie wissen nichts von dir.‘
Im Hardcover ist der Text bereits vor zwei Jahren im kleinen Berliner Querverlag erschienen, Deutschlands erstem lesbisch-schwulem Buchverlag, nun hat ihn Bloomsbury in seiner ‚All Age‘ – Schiene als Taschenbuch herausgebracht und damit auch einem jugendlichen Lesepublikum verstärkt zugänglich gemacht. Die Grenzen zwischen den verschiedenen literarischen Bereichen werden eben immer durchlässiger. Was im Fall von ‚Schattengesicht‘ sehr begrüßt werden kann – spannende und dabei literarisch überzeugende Texte, die junge Lesende zu fesseln vermögen, braucht die Welt.“

Der Schein (2018)

„Der Schein ist bei aller Spannung aber auch eine stille Geschichte, die lange nachwirkt; er spricht seine Leser an, indem er treffsicher Probleme und Fragen aufgreift, die zum Erwachsenwerden, zum Menschsein gehören, aber keine einfachen Antworten oder Pauschallösungen liefert.“

Hyde (2018)

„Antje Wagner ist eine unbestrittene Meisterin atmosphärischer Gestaltung. Mit feinem Gespür für verletzte Seelen erschafft sie mit «Hyde» einen packenden Roman, über dem von Anfang an ein Hauch Fantastik schwebt. Geschickt verwebt sie darin verschiedene Handlungsstränge und erzeugt so einen erzählerischen Sog, der es unmöglich macht, das Buch zur Seite zu legen.“

## Werke
Einzelveröffentlichungen
- Der gläserne Traum. Roman. Querverlag, Berlin 1999, ISBN 3-89656-040-9.
- Lüge mich. Roman. Querverlag, Berlin 2001, ISBN 3-89656-058-1.
- Die Gärten bist du. Erzählungen. Querverlag, Berlin 2003, ISBN 3-89656-086-7.
- Mottenlicht. Kurzgeschichten (= KiWi. Band 803). Kiepenheuer & Witsch, Köln 2003, ISBN 3-462-03346-8.
- Hinter dem Schlaf. Roman. Kiepenheuer & Witsch, Köln 2005, ISBN 3-462-03613-0.
- Ein Zimmer im Briefumschlag. Liebesbriefe aus Erfurt. Thüringer Allgemeine, Erfurt 2006, ISBN 3-9810812-3-4.
- Unland. Roman. Bloomsbury Kinder- und Jugendbücher, Berlin 2009, ISBN 978-3-8270-5339-8; Bloomsbury Crossover, Berlin 2010, ISBN 978-3-8333-5052-8; Bloomoon, München 2014, ISBN 978-3-8458-0790-4; Beltz & Gelberg, Weinheim/Basel 2015, ISBN 978-3-407-74511-8.[12]
- Schattengesicht. Psychothriller. Querverlag, Berlin 2010, ISBN 978-3-89656-180-0; Bloomsbury Taschenbuch, Berlin 2012, ISBN 978-3-8333-5089-4, Ulrike Helmer Verlag, Sulzbach 2018, ISBN 978-3-89741-413-6.
- Vakuum. Roman. Bloomsbury Kinder- und Jugendbücher, Berlin 2012, ISBN 978-3-8270-5437-1; Bloomoon, München 2013, ISBN 978-3-8458-0307-4; Beltz & Gelberg, Weinheim/Basel 2014, ISBN 978-3-407-74494-4.
- Unicorns don't swim. (Hrsg.). Erzählungen, AvivA Verlag, Berlin 2016, ISBN 978-3-932338-82-3.
- Der Schein (unter dem Pseudonym Ella Blix). Roman. Arena Verlag, Würzburg 2018, ISBN 978-3-401-60413-8, urn:nbn:de:101:1-201804077649.
- Hyde. Roman. Beltz & Gelberg, Weinheim 2018, ISBN 978-3-407-75435-6.
- Flamingofeuer. Episoden-Roman (unter dem Pseudonym Laura Lay). Ulrike Helmer Verlag, Rossbach 2019, ISBN 978-3-89741-426-6.
- WILD. Sie hören dich denken (unter dem Pseudonym Ella Blix). Roman. Arena Verlag, Würzburg 2020, ISBN 978-3-401-60510-4.

Hörbuch
- Mottenlicht. Eine musikalisch-literarische Gratwanderung. Mit Kompositionen und Improvisationen von Ingo Höricht (Viola und Violine) und Michael Berger (Piano), konzertante Lesung. Guanako Audio, Wuppertal 2006, ISBN 3-9807289-7-8.

Übersetzung
- Pat Califia: Frauen und andere Raubtiere. Erotische Erzählungen (gemeinsam mit Manuela Lachmann). Querverlag, Berlin 2009, ISBN 978-3-89656-164-0.

## Ehrungen
Auszeichnungen für einzelne Bücher
- für Unland: ver.di-Literaturpreis (2010); The-White-Ravens-Prädikat (2010), Kinder- und Jugendbuchliste des SR und Radio Bremen (Winter 2009/10); Die besten 7 Bücher für junge Leser von Deutschlandradio und Focus (Oktober 2009); Nominierung in die Top 20 der Moerser Jugendbuchjury aus allen internationalen Jugendbüchern 2009/2010, Jugendbuchfavorit der Stiftung Lesen (Herbst/Winter 2009/2010)
- für Schattengesicht: „Krimi des Jahres“ der Schwulen Buchläden Deutschlands (2010), „Jugendbuch des Monats“ (Juni 2012) bei ExLibris, ö1/ORF, „Schauerliste“ (April 2019, Empfehlungsliste des Deutschen Horrorliteraturpreises Vincent Preis)
- für Vakuum: „Leipziger Lesekompass“ (2013) der Leipziger Buchmesse und der Stiftung Lesen; Shortlist zum Seraph (2013) in der Kategorie „Bestes phantastisches Buch“
- für Unicorns don’t swim: Empfehlungsliste des Kantons Zürich „Gendersensible Kinder- und Jugendbücher“ (Winter 2016), Empfehlungsliste des Kantons Basel „Kinder- und Jugendbücher ohne Rollenklischees“ (Frühjahr/Sommer 2017)
- für Hyde: Phantastik-Bestenliste Dezember 2018 (Platz 6)[13], Januar 2019 (Platz 4)[14], Februar 2019 (Platz 2)[15], Nominierung zum Jugendbuchpreis Wi(e)derworte der Stadt Monheim/Rhein[16], Phantastik-Preis der Stadt Wetzlar 2019[17].
- für Der Schein: Nominierung für die Goldene Leslie 2019
- für Flamingofeuer: Nominierung für die HOTLIST 2019
- für WILD – Sie hören dich denken: Nominierung für den Bookstar 2021, White-Ravens-Prädikat 2021[18]

Auszeichnungen allgemein
- 2003 Künstlerdorf Schöppingen
- 2004 Klagenfurter Literaturkurs
- 2005 Stipendiatin des Europäischen Schriftsteller- und Übersetzerzentrums Athen
- 2006 Erfurter Stadtschreiber-Literaturpreis
- 2007 Stipendiatin im Schloss Wiepersdorf
- 2009 Mannheimer Feuergriffel; Preisträgerin beim Marburger Kurzdramenwettbewerb; Esslinger Bahnwärterin
- 2011 Brandenburgischer Kunstförderpreis (Arbeitsstipendium)
- 2015 Niedersächsisches Arbeitsstipendium
- 2017 Stipendiatin im Schloss Wiepersdorf
- 2018 Arbeitsstipendium des Landes Mecklenburg-Vorpommern
- 2019 Aufenthaltsstipendium im Künstlerhaus MoKS in Mooste/Estland
- 2020 Stipendium des Deutschen Literaturfonds gemeinsam mit Tania Witte als „Ella Blix“[19]